# Carcinoma

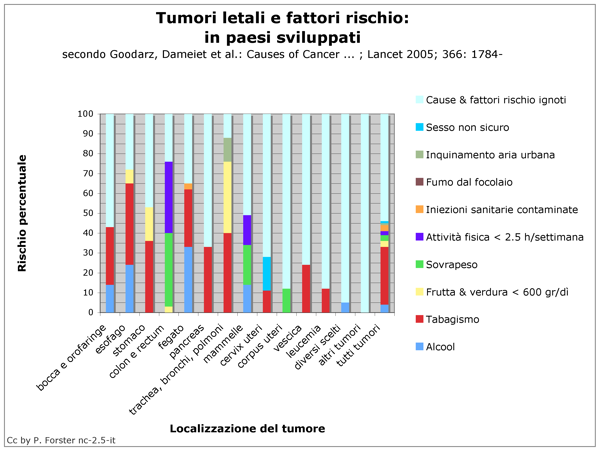
Tumori e fattori di rischio in paesi sviluppati

Con il termine carcinoma si identifica in medicina una neoplasia maligna di origine epiteliale, una formazione patologica di nuove cellule che tende ad infiltrare i tessuti circostanti e a dare origine a metastasi e che dal punto di vista istologico risulta derivare da un qualunque tessuto epiteliale, sia esso tessuto di rivestimento (mucose, pelle) o ghiandolare.
Qualora interessi gli epiteli ghiandolari si parla di adenocarcinoma.
Il carcinoma è un tipo istologico di tumore; è dunque errato usare tale termine, come spesso accade, quale sinonimo generale di cancro.